# Physcomitrium orbignyanum
Physcomitrium orbignyanum là một loài Rêu trong họ Funariaceae. Loài này được (Mont.) Mont. mô tả khoa học đầu tiên năm 1839.